# Afrassiab
Pour les articles homonymes, voir Afrassiab (homonymie).

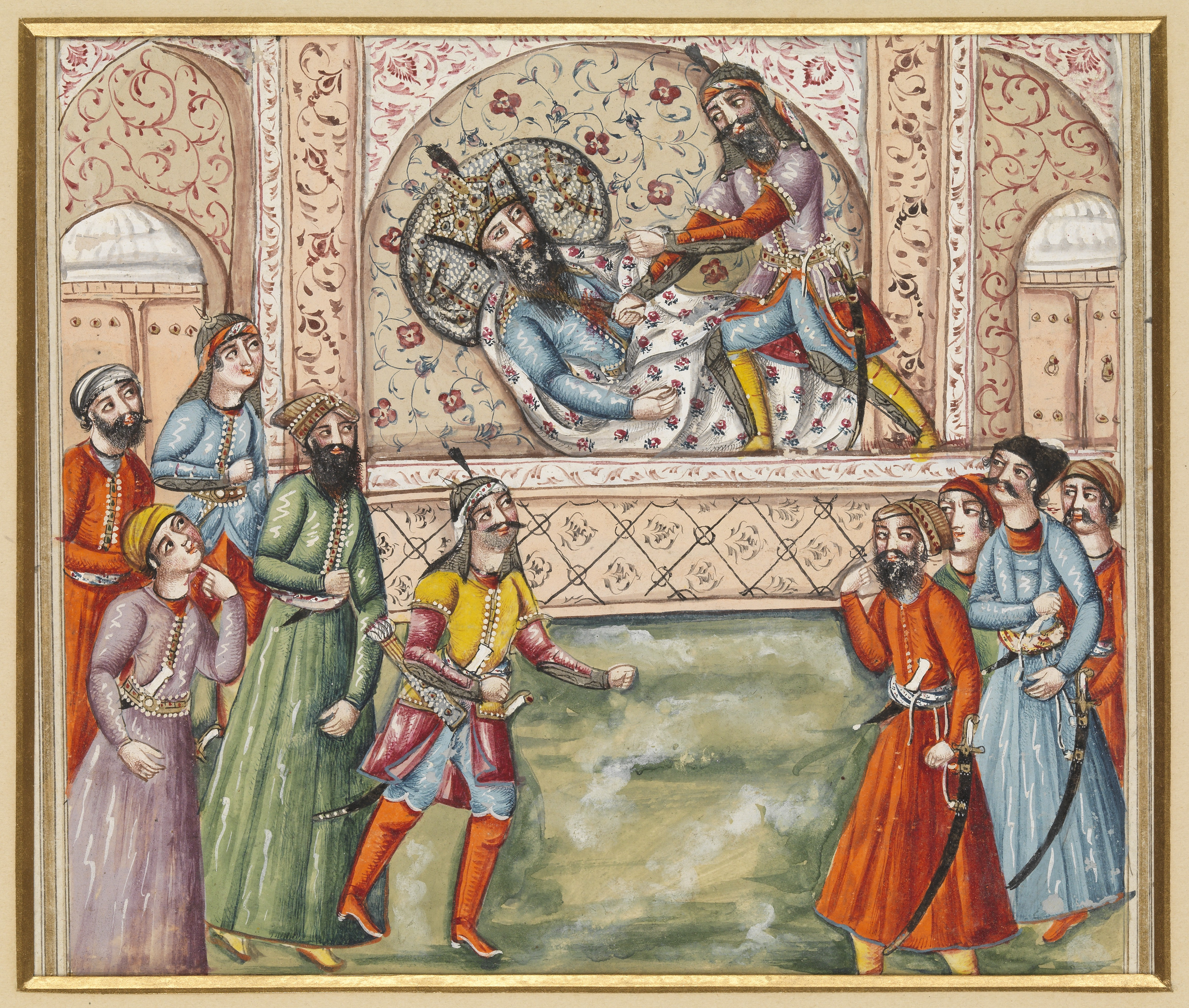

Afrassiab (en persan : افراسياب / Afrâsiyâb) est le roi mythique des Tourans et principal antagoniste dans le Livre des Rois de Ferdowsi.
Afrassiab est le roi légendaire régnant sur les Tourans, père de Faranguis, mentionné dans le poème épique persan de Ferdowsi, le Livre des Rois, dans lequel le Roi-héros se bat contre un Chah d'Iran légendaire, Kai Khosro. Al-Birouni nous dit que le calendrier khwarezmien commence avec l'arrivée de Siavach autour de 1300 av. J.-C.. Il est probable que les deux soient la même personne.
D'après Ferdowsi, Afrassiab est l'ancêtre des Hephtalites. Le nom serait apparu dans une dynastie ouïghoure et aurait aussi été revendiqué en tant qu'ancêtre par les Qarakhanides.